# Parafia bł. Karoliny Kózki w Połupinie
Parafia bł. Karoliny Kózki w Połupinie – parafia rzymskokatolicka, położona w dekanacie Krosno Odrzańskie, diecezji zielonogórsko-gorzowskiej, metropolii szczecińsko-kamieńskiej w Polsce, erygowana 25 stycznia 1995 roku.

## Terytorium
- Nowy Raduszec
- Nowy Zagór
- Połupin
- Retno
- Stary Raduszec
- Strumienno